# Cobra (film)
Cobra är en amerikansk actionfilm från 1986. i regi av George P. Cosmatos. Filmens manus är skrivet av filmens huvudrollsinnehavare Sylvester Stallone och bygger på en roman författad av Paula Gosling (A Running Duck/Fair Game).

## Handling
En seriemördare med namnet Night Slasher ("nattskäraren", spelad av Brian Thompson) härjar i Los Angeles. Polisen ovetande är mördaren del av en sekt som vill införa en ny världsordning. Fotomodellen Ingrid (Brigitte Nielsen) råkar bli vittne till ett av morden och den hårdföre polisen Cobretti (Sylvester Stallone) ges uppdraget att skydda henne. På hans polisdepartement arbetar dock en av medlemmarna av sekten som informerar dem var Ingrid håller till och de två tvingas fly staden. Sekten förföljer dem och Cobretti konfronterar och besegrar dem i en eldstrid i en småstad utanför Los Angeles.

## Rollista (urval)
- Sylvester Stallone - Marion 'Cobra' Cobretti
- Brigitte Nielsen - Ingrid
- Reni Santoni - Gonzales, sergeant
- Andrew Robinson - Monte
- Brian Thompson - Night Slasher
- John Herzfeld - Cho
- Lee Garlington - Nancy Stalk
- Art LaFleur - Sears, kapten